# Espresso
«Espresso» — пісня американської співачки Сабріни Карпентер з її шостого студійного альбому Short n' Sweet. Він був випущений на Island Records 11 квітня 2024 року як головний сингл з альбому. Пісню написала Карпентер разом з Емі Аллен, Стеф Джонс і Джуліаном Бунеттою.
Пісня «Espresso» посіла третє місце в чарті Billboard Hot 100, позначивши перший сингл Карпентер у першій десятці та її найвищий пік у чарті на той час. За межами Сполучених Штатів «Espresso» очолив чарти у 18 країнах, включаючи Австралію, Бельгію, Норвегію, Туреччину та Велику Британію, і потрапив до першої десятки чартів принаймні у 20 інших країнах (Чилі, Канада, Данія, Франція, Німеччина, Польща, Нідерланди, Нова Зеландія). Пісня також принесла Карпентер її перший сингл номер один у Billboard Global 200. 6 серпня 2024 року вона досягла мільярда потоків на Spotify, ставши першою піснею Карпентер і третьою найшвидшою піснею на платформі, яка досягла цієї віхи.

## Музичне відео
Музичне відео на пісню, режисером якого став Дейв Меєрс, було випущено 12 квітня 2024 року. Його зняли в Кастейк-Лейк, Каліфорнія.
Відео починається з Карпентер і чоловіка на швидкісному катері. Коли чоловік нахиляється до неї, вона робить різкий поворот, унаслідок чого він випадає з човна. Карпентер дістає гаманець і витягує з нього золоту кредитну картку. Коли вона виходить на сушу, то зустрічається з іншими дівчатами та бере участь у різноманітних заходах, як-от читання книги, масаж і педикюр, сонячні ванни, обвіяні пальмовим листям. Безпосередньо перед другим куплетом з'являється інший старовинний автомобіль з гуртом інших чоловіків, які тримають дошку для серфінгу, на якій вона танцює. Вони продовжують разом гуляти, і врешті автомобіль наповнюється водою та Карпентер і один із чоловіків розташовуються в ньому, як у гарячій ванні. Однак потім її помічає чоловік із початку відео разом із поліцією, яка затримує Карпентера та повертає гаманець чоловіка та золоту кредитну картку. Коли її друзі безуспішно намагаються протестувати поліцейським, вона махає друзям на прощання, перш ніж її заштовхають у поліцейську машину, яку поліцейський не може завести. В останні кілька секунд із клаксона на верху поліцейської машини лунає частина інструментальної композиції з її наступного синглу «Please Please Please».

## Живі виступи
Карпентер вперше виконала пісню «Espresso» наживо на конкурсі фестивалю музики та мистецтв Coachella Valley 2024, який відбувся 12 квітня. 18 травня співачка виконала пісню в телевізійній програмі «Saturday Night Live». 26 травня ця пісня також була виконана Карпентер на «Великих вихідних» BBC Radio 1 у 2024 році в Лутоні, Англія.

## Список треків
| - 7 дюймів / касета 1. «Espresso» — 2:55 2. «Espresso» (On Vacation) — 2:55 - Цифрове розширене відтворення 1. «Espresso» — 2:55 2. «Espresso» (Double Shot) — 2:29 3. «Espresso» (On Vacation) — 2:55 4. «Espresso» (Decaf) — 3:14 5. «Espresso» (Mochapella) — 2:55 6. «Espresso» (Espressooooo) — 4:55 | - Робочі пізні ремікси 1. «Espresso» (Mark Ronson x FNZ Working Late Remix) — 3:04 2. «Espresso» (Mark Ronson x FNZ Working Later Remix) — 5:38 3. «Espresso» — 2:55 |

## Чарти
| Чарт (2024)                               | Найвища позиція |
| ----------------------------------------- | --------------- |
| Аргентина (Argentina Hot 100)             | 25              |
| Австралія (ARIA)                          | 1               |
| Австрія (Ö3 Austria Top 75)               | 5               |
| Belarus Airplay (TopHit)                  | 3               |
| Бельгія (Ultratop Flanders)               | 1               |
| Бельгія (Ultratop Wallonia)               | 1               |
| Бразилія (Brasil Hot 100)                 | 32              |
| Болгарія (PROPHON)                        | 1               |
| Канада (Canadian Hot 100)                 | 3               |
| Канада (AC) (Billboard)                   | 2               |
| Канада (CHR/Top 40) (Billboard)           | 1               |
| Канада (Hot AC) (Billboard)               | 2               |
| Чилі (Monitor Latino)                     | 2               |
| СНД (Tophit)                              | 1               |
| Colombia Anglo (National-Report)          | 1               |
| Хорватія (Billboard)                      | 10              |
| Хорватія (HRT)                            | 1               |
| Чехія (IFPI)                              | 10              |
| Чехія (Singles Digitál Top 100)           | 10              |
| Данія (Tracklisten)                       | 3               |
| Еквадор (Monitor Latino)                  | 14              |
| Estonia Airplay (TopHit)                  | 1               |
| Фінляндія (Suomen virallinen lista)       | 12              |
| Франція (SNEP)                            | 7               |
| Німеччина (Media Control AG)              | 4               |
| Billboard Global 200                      | 1               |
| Греція (IFPI)                             | 3               |
| Гонконг (Billboard)                       | 9               |
| Угорщина (Single Top 40)                  | 16              |
| Ісландія (Tónlistinn)                     | 1               |
| Індія (IMI)                               | 1               |
| Індонезія (Billboard)                     | 3               |
| Ірландія (IRMA)                           | 1               |
| Ізраїль (Media Forest)                    | 1               |
| Італія (FIMI)                             | 39              |
| Japan Hot Overseas (Billboard Japan)      | 2               |
| Kazakhstan Airplay (TopHit)               | 5               |
| Латвія (LAIPA)                            | 3               |
| Latvia Airplay (LAIPA)                    | 1               |
| Ліван (Lebanese Top 20)                   | 2               |
| Литва (AGATA)                             | 2               |
| Люксембург (Billboard)                    | 2               |
| Малайзія (Billboard)                      | 1               |
| Malaysia International (RIM)              | 1               |
| MENA (IFPI)                               | 1               |
| Moldova Airplay (TopHit)                  | 115             |
| Нідерланди (Dutch Top 40)                 | 3               |
| Нідерланди (Mega Single Top 100)          | 4               |
| Нова Зеландія (Recorded Music NZ)         | 2               |
| Нігерія (TurnTable Top 100)               | 56              |
| Норвегія (VG-lista)                       | 2               |
| Панама (Monitor Latino)                   | 6               |
| Парагвай (Monitor Latino)                 | 1               |
| Перу (Billboard)                          | 16              |
| Філіппіни (Billboard)                     | 3               |
| Польща (Polish Airplay Top 100)           | 4               |
| Польща (Polish Streaming Top 100)         | 12              |
| Португалія (AFP)                          | 2               |
| Румунія (UPFR)                            | 6               |
| Росія (TopHit)                            | 3               |
| Сан-Марино (SMRRTV Top 50)                | 23              |
| Саудівська Аравія (IFPI)                  | 3               |
| Сінгапур (RIAS)                           | 1               |
| Словаччина (IFPI)                         | 5               |
| Словаччина (Singles Digitál Top 100)      | 11              |
| Південна Африка (TOSAC)                   | 15              |
| Південна Корея (Circle)                   | 105             |
| Іспанія (PROMUSICAE)                      | 26              |
| Spain AirPlay (PROMUSICAE)                | 2               |
| Sweden (Sverigetopplistan)                | 4               |
| Швейцарія (Media Control AG)              | 2               |
| Taiwan (Billboard)                        | 18              |
| Turkey (Radiomonitor Türkiye)             | 1               |
| Ukraine Airplay (TopHit)                  | 9               |
| United Arab Emirates (IFPI)               | 1               |
| Велика Британія (Official Charts Company) | 1               |
| Уругвай (Monitor Latino)                  | 12              |
| США (Billboard Hot 100)                   | 3               |
| США (Adult Contemporary) (Billboard)      | 11              |
| США (Adult Top 40) (Billboard)            | 1               |
| США (Hot Dance Airplay) (Billboard)       | 6               |
| США (Mainstream Top 40) (Billboard)       | 1               |
| США (Rhythmic) (Billboard)                | 31              |
| Венесуела (Record Report)                 | 48              |

## Сертифікації
| Регіон | Сертифікація  | Продажі   |
| --- | ------------- | --------- |
| Австралія (ARIA) | Платиновий    | 70 000    |
| Бразилія (ABPD) | 3× Платиновий | 120 000   |
| Канада (Music Canada)                                                                                                  | 4× Платиновий | 320 000   |
| Данія (IFPI Denmark)                                                                                                   | Платиновий    | 90 000    |
| Франція (SNEP) | Платиновий    | 200 000   |
| Італія (FIMI) | Золотий       | 50 000    |
| Нова Зеландія (RIANZ)                                                                                                  | 2× Платиновий | 60 000    |
| Польща (ZPAV) | Платиновий    | 50 000    |
| Португалія (AFP) | Платиновий    | 10 000    |
| Іспанія (PROMUSICAE)                                                                                                   | Платиновий    | 60 000    |
| Велика Британія (BPI)                                                                                                  | Платиновий    | 600 000   |
| США (RIAA) | Платиновий    | 1 000 000 |
| Потокове передавання                                                                                                   |               |           |
| Греція (IFPI Greece)                                                                                                   | Платиновий    | 2 000 000 |
| продажі+прослуховування, що базуються лише на сертифікаціях · лише прослуховування, що базуються лише на сертифікаціях |               |           |

## Історія випуску
| Регіон          | Дата           | Формат                                    | Версія               | Лейбл            | Прим.           |
| --------------- | -------------- | ----------------------------------------- | -------------------- | ---------------- | --------------- |
| По всьому світу | 11 квітня 2024 | Цифрове завантаження Потокове передавання | Оригінал             | Island           | [ 105 ] [ 106 ] |
| Італія          | 2 травня 2024  | Радіоефір                                 | Оригінал             | Universal        | [ 107 ]         |
| Велика Британія | 16 травня 2024 | CD-сингл                                  | Оригінал             | Polydor          | [ 108 ]         |
| По всьому світу | 17 травня 2024 | Цифрове завантаження Потокове передавання | EP                   | Island           | [ 7 ]           |
| По всьому світу | 31 травня 2024 | Цифрове завантаження Потокове передавання | Робочі пізні ремікси | Island           | [ 109 ]         |
| США             | 10 червня 2024 | CD-сингл 7-дюймовий сингл касета          | Оригінал У відпустці | Island           | [ 110 ]         |
| Велика Британія | 10 червня 2024 | 7-дюймовий сингл касета                   | Оригінал У відпустці | Polydor          | [ 5 ] [ 6 ]     |
| Бразилія        | 10 червня 2024 | 7-дюймовий сингл                          | Оригінал У відпустці | Universal Brasil | [ 111 ]         |
| Канада          | 10 червня 2024 | 7-дюймовий сингл                          | Оригінал У відпустці | Universal Canada | [ 112 ]         |
| Японія          | 28 червня 2024 | 7-дюймовий сингл                          | Оригінал У відпустці | Universal Japan  | [ 113 ]         |